# Al Unser Jr. Arcade Racing
Al Unser Jr. Arcade Racing est un jeu vidéo de course développé par Mindscape Bordeaux et édité par Mindscape, sorti en 1995 sur Windows et Mac.
Il tient son nom du pilote Al Unser Jr.

## Accueil
Le jeu s'était vendu à plus d'un million d'exemplaires en mai 1998.